# Campionato europeo di automobilismo 1939
Il Campionato europeo di automobilismo 1939 è stata la VII ed ultima edizione mai disputata del Campionato europeo di automobilismo.

## Calendario Gran Premi
| Pos. | Nazione                 | Circuito          | Data      | Vincitore           | Scuderia      |
| ---- | ----------------------- | ----------------- | --------- | ------------------- | ------------- |
| 1    | Gran Premio del Belgio  | Spa-Francorchamps | 25 giugno | Hermann Lang        | Mercedes-Benz |
| 2    | Gran Premio di Francia  | Reims-Gueux       | 9 luglio  | Hermann Paul Müller | Auto Union    |
| 3    | Gran Premio di Germania | Nürburgring       | 23 luglio | Rudolf Caracciola   | Mercedes-Benz |
| 4    | Gran Premio di Svizzera | Bremgarten        | 20 agosto | Hermann Lang        | Mercedes-Benz |

## Classifica campionato
Il titolo non fu assegnato poiché il campionato fu interrotto per lo scoppio della II guerra mondiale. Inizialmente era in programma una quinta gara, il Gran Premio d'Italia sul circuito di Monza, ma i lavori di ristrutturazione iniziati l'anno precedente non terminarono in tempo e quindi nel corso dell'estate gli organizzatori furono costretti ad annullare l'ultimo atto della stagione, previsto per il 10 settembre.
Inoltre nel corso del 1939 era allo studio un nuovo sistema di punteggio, non più "a penalità" ma simile a quello adottato nel 1950 per il Campionato del Mondo di Formula 1, ossia con un punteggio decrescente a partire dal vincitore. Tuttavia c'era confusione tra gli organizzatori e lo scoppio della guerra impedì loro persino di riunirsi per dichiarare un vincitore ufficiale. Per molti anni si ritenne che fosse Hermann Lang ("investito" del titolo per via del suo grado nell'esercito tedesco) ma successive ricerche hanno poi rivelato che, stando ai regolamenti in vigore a inizio stagione, il campione avrebbe dovuto essere Hermann-Paul Müller, pilota della rivale Auto Union

| Pos. | Pilota                  | BEL | FRA | GER | SUI | Punti |
| ---- | ----------------------- | --- | --- | --- | --- | ----- |
| 1    | Hermann Paul Müller     | Rit | 1   | 2   | 4   | 12    |
| 2    | Hermann Lang            | 1   | Rit | Rit | 1   | 14    |
| 3    | Rudolf Caracciola       | Rit | Rit | 1   | 2   | 17    |
| 4    | Manfred von Brauchitsch | 3   | Rit | Rit | 3   | 19    |
| =    | Tazio Nuvolari          | Rit | Rit | Rit | 5   | 19    |
| 6    | Rudolf Hasse            | 2   |     | Rit | Rit | 20    |
| =    | René Dreyfus            |     | 7   | 4   | 8   | 20    |
| 8    | Georg Meier             | Rit | 2   | Rit |     | 22    |
| 9    | Raymond Sommer          | 4   | 5   | Rit |     | 23    |
| =    | Hans Stuck              |     | 6   | Rit | 10  | 23    |
| 11   | Robert Mazaud           | 5   |     | 6   |     | 24    |
| =    | "Raph"                  |     | 9   | 5   |     | 24    |
| 13   | Nino Farina             | Rit |     |     | 7   | 25    |
| 14   | Paul Pietsch            |     |     | 3   | Rit | 26    |
| 15   | René Le Bègue           |     | 3   |     |     | 27    |
| 16   | Louis Gérard            | 6   |     |     |     | 28    |
| =    | Philippe Étancelin      |     | 4   |     |     | 28    |
| =    | Luigi Chinetti          |     | 8   |     |     | 28    |
| =    | Leonhard Joa            |     |     | 7   |     | 28    |
| =    | Hans Hartmann           |     |     |     | 6   | 28    |
| =    | Clemente Biondetti      |     |     |     | 9   | 28    |
| =    | Kenneth Evans           |     |     |     | 11  | 28    |
| =    | John Wakefield          |     |     |     | 12  | 28    |
| =    | Robert Ansell           |     |     |     | 13  | 28    |
| 25   | Richard Seaman          | Rit |     |     |     | 29    |
| =    | Adolfo Mandirola        | Rit |     | SQ  |     | 29    |
| =    | Toulo de Graffenried    |     |     |     | Rit | 29    |
| 28   | Yves Matra              |     | Rit |     |     | 30    |
| =    | Luigi Villoresi         |     |     | Rit |     | 30    |
| 30   | Raymond Mays            |     | Rit |     |     | 31    |
| =    | Heinz Brendel           |     |     | Rit |     | 31    |
| =    | Giovanni Rocco          |     |     |     | Rit | 31    |

| LEGENDA     | LEGENDA                        | LEGENDA |
| Colore      | Risultato                      | Punti   |
| ----------- | ------------------------------ | ------- |
| Oro         | Vincitore                      | 1       |
| Argento     | 2º                             | 2       |
| Bronzo      | 3º posto                       | 3       |
| Verde       | Completato più del 75%         | 4       |
| Blu         | Completato tra il 50% e il 75% | 5       |
| Porpora     | Completato tra il 25% e il 50% | 6       |
| Rosso       | Completato meno del 25%        | 7       |
| Nero        | Squalificato                   | 8       |
| Trasparente | Non ha partecipato             | 8       |